# 謝得申
谢得申（1561年—？），號芳洲，云南曲靖卫人，明朝政治人物。

## 生平
萬曆十九年辛卯科雲南鄉試舉人，二十年（1592年）联登壬辰科進士。兵部觀政，任顺庆府推官，二十六年補柳州府推官，有直声，因病去世。

## 家族
曾祖謝昇。祖父謝榮。父謝詔，生员。